# Kopparholm
Kopparholm är en ö i Finland. Den ligger i Skärgårdshavet i kommundelen Nagu i Pargas stad i landskapet Egentliga Finland, i den sydvästra delen av landet. Ön ligger omkring 6 kilometer sydväst om Knivskär, 25 kilometer söder om Nagu kyrka, 58 kilometer söder om Åbo och omkring 170 kilometer väster om Helsingfors. Förbindelsebåten M/S Nordep trafikerar Kopparholm.
Öns area är 41,5 hektar och dess största längd är 1,1 kilometer i sydväst-nordöstlig riktning. Ön höjer sig omkring 25 meter över havsytan.